# Ling Meng-čchu
Ling Meng-čchu (čínsky pchin-jinem Líng Méngchū, znaky tradiční 凌濛初, 1580–1644) byl čínský spisovatel působící v říši Ming. Sbíral, psal a vydával literaturu v hovorovém jazyce, je znám především jako autor Podivuhodných příběhů, při nichž se údivem tluče do stolu, dvou sbírek povídek chua-pen.

## Jméno
Ling Meng-čchu používal zdvořilostní jméno Süan-fang (čínsky pchin-jinem Xuánfáng, znaky 玄房) a literární pseudonym Čchu-čcheng (čínsky pchin-jinem Chūchéng, znaky 初成).

## Život a dílo
Ling Meng-čchu pocházel z okresu Wu-čcheng na severu provincie Če-ťiang. Jeho otec i děd uspěli u úřednických zkoušek a sloužili ve státní správě, otec po odchodu do výslužby vydával knihy, klasickou literaturu i své komentáře k historickým dílům. Li Meng-ču však získal pouze status státního studenta (šeng-jüan), ve vyšších stupních zkoušek neuspěl. Úřední kariéru proto zahájil pozdě, až roku 1634 byl jmenován okresním přednostou v Šanghaji, později zastával úřad pomocníka prefekta.
Názorově patřil k ortodoxním konfuciáncům, což mu však v jeho díle nebránilo vyslovovat neortodoxní myšlenky. Byl autorem několika básnických sbírek a literárněteoretických prací, sbíral díla v hovorovém jazyce. Společně se svým bohatým příbuzným Min Čchi-ťim vydával kvalitní ilustrované konfuciánské klasiky, drama, prózu i komentáře, udržoval styky s předními literáty své doby, Jüan Čung-taoem, Čchen Ťi-žuem, Tchang Sien-cuem a dalšími.
Jeho nejvýznamnějším dílem je dvoudílná sbírka povídek chua-pen nazvaná Pchaj-an ťing-čchi (拍案惊奇, Podivuhodné příběhy, při nichž se údivem tluče do stolu) publikovaná roku 1627 (první část) a 1632 (druhá část). Obsahují 78 povídek. Náměty a motivy pro své příběhy čerpal z lidového podání a starších povídek.
Jeho produkce byla oblíbená, nicméně od poloviny 17. do 20. století čtenáři znali jeho povídky především ze sbírky Ťin-ku čchi-kuan (Přehlídka podivuhodných příběhů dnešních i starobylých) sestavené neznámým editorem koncem 30. let 17. století z Podivuhodných příběhů... a Feng Meng-lungova Trojsloví.
Zahynul roku 1644 v bojích doprovázejících zánik mingského státu.